# Степний сільський округ (Бородуліхинський район)
Степни́й сільський округ (каз. Степной ауылдық округі, рос. Степной сельский округ) — адміністративна одиниця у складі Бородуліхинського району Абайської області Казахстану. Адміністративний центр — село Шелехово.
Населення — 310 осіб (2021; 520 у 2009, 946 у 1999, 2057 у 1989).
Станом на 1989 рік існували Орловська сільська рада (села Вознесеновка, Орловка) та Степна сільська рада (села Троїцьке, Шелехово). Село Троїцьке було ліквідоване 2018 року, село Кизилтай — 2019 року.

## Склад
До складу округу входять такі населені пункти:
| Населений пункт | Старі назви  | Населення, осіб (1989) | Населення, осіб (1999) | Населення, осіб (2009) | Населення, осіб (2021) |
| --------------- | ------------ | ---------------------- | ---------------------- | ---------------------- | ---------------------- |
| Кизилтай, село  | Вознесеновка | 324                    | 98                     | 58                     | -                      |
| Орловка, село   | -            | 574                    | 235                    | 156                    | 130                    |
| Троїцьке, село  | -            | 224                    | 90                     | 17                     | -                      |
| Шелехово, село  | -            | 935                    | 522                    | 289                    | 180                    |